# Mausoleul eroilor de la Odorheiu Secuiesc
Mausoleul eroilor de la Odorheiu Secuiesc este un monument istoric din Odorheiu Secuiesc, județul Harghita, România. Este închinat memoriei eroilor Primului Război Mondial se ridică pe Dealul Cuvar, în imediata vecinătate a Cimitirului ostașilor români din Primul și Al Doilea Război Mondial și este accesibil dinspre Liceul „Marin Preda” și Casa „Sfântul Iosif” din localitate. Mausoleul a fost construit în anul 1929 și este dedicat eroilor căzuți în Primul Război Mondial. A fost realizat de către Comitetul județean Odorhei cu ajutorul populației și cu concursul Comitetului Central al Societății „Cultul Eroilor“, cu sprijinul prefecturii, garnizoanei și al Protoeriei Odorhei.